# Choerophryne exclamitans
Espèce
Synonymes
- Albericus exclamitans Kraus & Allison, 2005

Statut de conservation UICN

 DD  : Données insuffisantes
Choerophryne exclamitans est une espèce d'amphibiens de la famille des Microhylidae.

## Répartition
Cette espèce est endémique de la province de Morobe en Papouasie-Nouvelle-Guinée. Elle est présente entre 750 et 1 100 m d'altitude sur le mont Shungol,.

## Publication originale
- Kraus & Allison, 2005 : New species of Albericus (Anura: Microhylidae) from eastern New Guinea. Copeia, vol. 2005, no 2, p. 312-319.